# Чемпионат России по современному пятиборью 2000
VIII Чемпионат России по современному пятиборью проходил в городе Москва 18-20 августа 2000 года.  Соревнования прошли в один день на базе "Северный". На чемпионате выступали все сильнейшие пятиборцы России, за исключением Дмитрия Сватковского, который из-за травмы ноги не стартовал.
Чемпионом России стал москвич Денис Стойков, но к сожалению на Олимпийские игры в Сидней он не поедет. Единственную олимпийскую лицензию завоевал от России Дмитрий Сватковский, занявший на прошедшем чемпионате мира 7 место.
"Дело было не в результатах, а скорее, как бы в поддержании спортивной формы участников, - сказал один из сотрудников Федерации современного пятиборья России Александр Дубовицкий.  Эти соревнования стали своеобразным мостиком между уже сравнительно давно завершившимися отборочными предолимпийскими состязаниями и самой Олимпиадой в Сиднее".